# 바레인의 총리

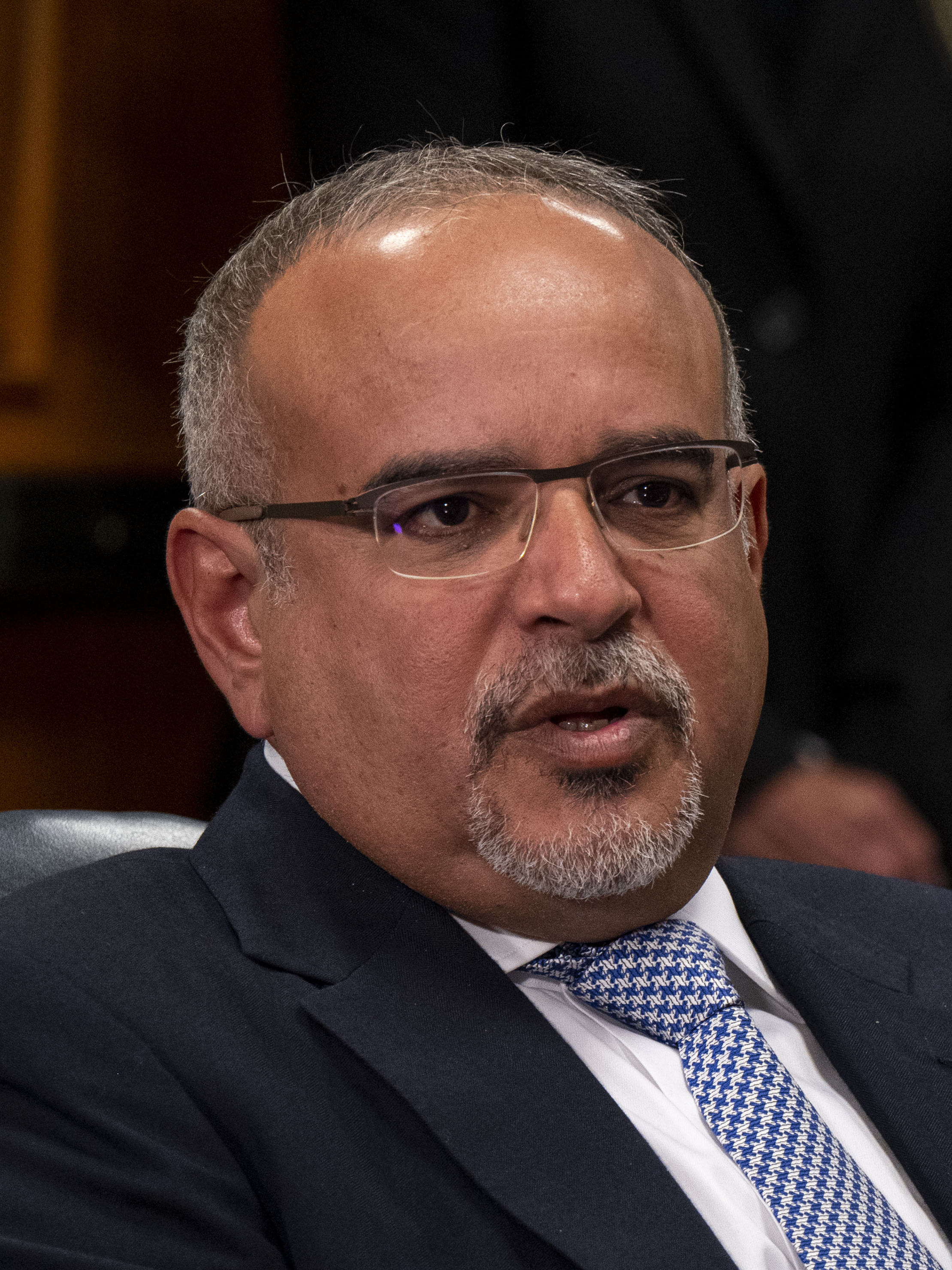
현 총리 살만 빈 하마드 알칼리파

바레인 왕국의 총리(아랍어: رئيس وزراء البحرين)는 바레인 정부의 대표이다. 바레인의 헌법에서는 국왕이 총리를 직접 임명한다고 명시되어 있다.